# Union Sportive Rumelange
L'US Rumelange è una società calcistica lussemburghese con sede nella città di Rumelange. Milita in Éirepromotioun, la seconda divisione del calcio lussemburghese.
Nella stagione 2005-06 termina il campionato in 11ª posizione. Gioca così un girone unico a 4 squadre per evitare la retrocessione che l'US Rumelange terminerà in ultima posizione venendo così condannato a giocare i play-off contro l'FC Mamer 32. L'incontro terminò con la sconfitta e conseguente retrocessione della società (0-0 dopo i tempi supplementari / 3-4 in favore dell'FC Mamer 32 dopo i calci di rigore). Nella stagione 2007-08 termina al primo posto la Division of Honour (secondo livello) venendo così promosso in Division Nationale.

## Palmarès

### Competizioni nazionali
- Coppa del Lussemburgo: 2

1967-1968, 1974-1975
- Éirepromotioun: 4

1964, 1982, 1998-1999, 2007-2008

### Altri piazzamenti
- Campionato lussemburghese:

Secondo posto: 1967-1968, 1969-1970, 1971-1972
- Coppa del Lussemburgo:

Finalista: 1981-1982, 1983-1984
Semifinalista: 1923-1924

## Coppe europee
L'US Rumelange si è qualificato quattro volte per le Coppe europee della UEFA.
- Coppa delle Coppe

First round (2): 1968-69, 1975-76
- Coppa UEFA

First round (2): 1970-1971, 1972-73
| Competizione                | Avversario          | Andata | Ritorno | Totale |  |
| Coppa delle Coppe 1968-1969 | Sliema Wanderers    | 2-1    | 0-1     | 2-2    |  |
| Coppa delle Coppe 1975-1976 | Borac Banja Luka    | 9-0    | 5-1     | 14-1   |  |
| Coppa UEFA 1972-1973        | Feyenoord Rotterdam | 9-0    | 12-0    | 21-0   |  |
| Coppa delle Fiere 1970-1971 | Juventus            | 7-0    | 4-0     | 11-0   |  |
| --------------------------- | ------------------- | ------ | ------- | ------ |  |

Statistiche Coppe europee
|              | G | V | Pa | Pe | GF | GS | GD  |
| ------------ | - | - | -- | -- | -- | -- | --- |
| US Rumelange | 8 | 1 | 0  | 7  | 3  | 48 | -45 |